# Rie Helmer Nielsen
Rie Helmer Nielsen (født 8. september 1969) er en dansk journalist, uddannet i 1998. Er i dag selvstændig kommunikationsrådgiver. 
Hun er tidligere studievært på TV 2/Lorry og har  været tilknyttet Fakta-afdelingen i Danmarks Radio. 2011 blev hun ansat som vært på Aftenshowet hos Danmarks Radio.
Fra 2012 til 2015 var  hun  vært på tv-programmet Sporløs.
Hun er uddannet fra Østre Borgerdyd Gymnasium i 1988 og har  arbejdet hos Oxygen Magasiner A/S.